# 6月8日 (旧暦)
旧暦6月8日（きゅうれきろくがつようか）は、旧暦6月の8日目である。六曜は先勝である。

## 誕生日
- 文久元年（グレゴリオ暦1861年7月15日） - 広津柳浪、小説家（+ 1928年）

## 忌日
- 延喜7年（ユリウス暦907年7月20日） - 藤原温子、宇多天皇の女御（* 872年）
- 建保4年（閏6月）（ユリウス暦1216年7月24日） - 鴨長明、歌人・随筆家（* 1155年）
- 嘉永5年（グレゴリオ暦1852年7月24日） - 真田幸貫、第8代松代藩主（* 1791年）